# Ај Карли (ТВ серија из 2021)
Ај Карли (енгл. iCarly) је америчка хумористичка стриминг телевизијска оживљена серија заснована на истоименој серији из 2007. године Nickelodeon-а. Главне улоге играју Миранда Косгроув, Нејтан Крес и Џери Трејнор понављајући своје улоге из оригиналне серије. Серија је премијерно приказана 17. јуна 2021. године на Paramount+-у.

## Улоге и ликови

### Главне
| Глумац           | Улога           |
| ---------------- | --------------- |
| Миранда Косгроув | Карли Шеј       |
| Џери Трејнор     | Спенсер Шеј     |
| Нејтан Крес      | Фреди Бенсон    |
| Лачи Мозли       | Харпер          |
| Џејдин Триплет   | Милисент Бенсон |

### Споредне
| Глумац   | Улога         |
| -------- | ------------- |
| Мари Шир | Мариса Бенсон |

### Гостујуће
| Глумац         | Улога          |
| -------------- | -------------- |
| Данијел Моров  | Нора Дершлит   |
| Џози Тота      | Вилоу          |
| Алекс Васаби   | инфлуенсер     |
| Рид Александер | Невел Паперман |